# Comuna Snovske, Snovsk
Snovske (în ucraineană Сновське) este o comună în raionul Snovsk, regiunea Cernihiv, Ucraina, formată din satele Ienkova Rudnea, Mîhailivka și Snovske (reședința).

## Demografie
Componența lingvistică a comunei Snovske
     Ucraineană (97,87%)
     Rusă (2,13%)
Conform recensământului din 2001, majoritatea populației comunei Snovske era vorbitoare de ucraineană (97,87%), existând în minoritate și vorbitori de rusă (2,13%).